# Bahama-szigeteki labdarúgó-válogatott
A Bahama-szigeteki labdarúgó-válogatott – avagy becenevükön Rake n' Scrape Boyz – Bahama-szigetek nemzeti csapata, amelyet a Bahama-szigeteki labdarúgó-szövetség (angolul: Bahamas Football Association) irányít. Az egyik legeredménytelenebb CONCACAF-tagország nem büszkélkedhet kimagasló eredményekkel. A szövetség 1967-es megalapítása óta – azaz több mint 40 év alatt – a Rake n' Scrape Boyz kevesebb mint 50 hivatalos labdarúgó-mérkőzést játszott, amely egyedülállóan rossz mutató a nemzeti labdarúgó-válogatottak népes táborában.

## Korábbi mérkőzések 2008-ban
| Időpont           | Helyszín | Ellenfél                 | Eredmény | Kiírás       |
| ----------------- | -------- | ------------------------ | -------- | ------------ |
| 2008. március 26. | Nassau   | Brit Virgin-szigetek (o) | 1 – 1    | Vb-selejtező |
| 2008. március 30. | Nassau   | Brit Virgin-szigetek (o) | 2 – 2    | Vb-selejtező |
| 2008. június 15.  | Kingston | Jamaica (i)              | 0 – 7    | Vb-selejtező |
| 2008. június 18.  | Trelawny | Jamaica (i)              | 0 – 6    | Vb-selejtező |

## Következő mérkőzések
Nincs lekötött mérkőzésük.

## Világbajnoki szereplés
- 1930 – 1994: Nem indult.
- 1998: Visszalépett.
- 2002: Nem jutott be.
- 2006: Nem jutott be.
- 2010: Nem jutott be.
- 2014: Visszalépett.[5]
- 2018: Nem jutott be.

## CONCACAF-aranykupa-szereplés
- 1991 – 1998: Nem indult.
- 2000: Nem jutott be.
- 2002: Visszalépett.
- 2003: Nem indult.
- 2005: Visszalépett.
- 2007: Nem jutott be.